# Min irske dagbog
Min irske dagbog er en dansk børnefilm fra 1996 med instruktion og manuskript af Jon Bang Carlsen. Filmen er udgivet på dvd sammen med Min afrikanske dagbog og En gammel bamses fortælling.

## Handling
Hjalmar er 6 år og er med sin lillebror, Simon, rejst til Irland, hvor de skal bo i et år. I en lille landsby på kanten af Atlanterhavet skal Hjalmar og hans familie skabe et nyt liv. Hjalmar skal gå i den lokale skole og lære nye kammerater at kende. Filmen følger i fragmenteret, poetisk form Hjalmars kamp med at erobre et nyt sprog og dermed en ny verden.